# Saint-Étienne-de-Maurs
Saint-Étienne-de-Maurs ist eine Gemeinde in der französischen Region Auvergne-Rhône-Alpes mit 787 Einwohnern (Stand: 1. Januar 2022). Die Gemeinde gehört zum Département Cantal, zum Arrondissement Aurillac und ist Teil des Kantons Maurs. Die Einwohner werden Stéphanois genannt.

## Lage
Saint-Étienne-de-Maurs liegt etwa 29 Kilometer südwestlich von Aurillac im Zentralmassiv am Fluss Rance und seinem Zufluss Anès, der hier mündet. Umgeben wird Saint-Étienne-de-Maurs von den Nachbargemeinden Quézac im Norden und Nordwesten, Saint-Julien-de-Toursac und Boisset im Norden, Leynhac im Norden und Osten, Saint-Constant-Fournoulès im Süden und Südosten sowie Maurs im Süden und Westen.
Durch die Gemeinde führt die Route nationale 122.

## Bevölkerungsentwicklung
| Jahr                       | 1962 | 1968 | 1975 | 1982 | 1990 | 1999 | 2006 | 2011 | 2016 |
| Einwohner                  | 532  | 516  | 525  | 658  | 674  | 622  | 714  | 796  | 784  |
| Quellen: Cassini und INSEE |      |      |      |      |      |      |      |      |      |

## Sehenswürdigkeiten
- Kirche Sainte-Rita